# Delta higletti
Delta higletti är en stekelart som först beskrevs av Edmund Meade-Waldo 1910.
Delta higletti ingår i släktet Delta och familjen Eumenidae. Inga underarter finns listade i Catalogue of Life.